# 85. vestlige længdekreds
Den 85. vestlige længdekreds (eller 85 grader vestlig længde) er en længdekreds, der ligger 85 grader vest for nulmeridianen. Den løber gennem Ishavet, Nordamerika, Caribien, Mellemamerika, Stillehavet, det Sydlige Ishav og Antarktis.